# Matt Marksberry
Matthew Gates Marksberry (né le 25 août 1990 à Cincinnati, Ohio, États-Unis) est un lanceur gaucher des Braves d'Atlanta de la Ligue majeure de baseball.

## Carrière
Lanceur à l'école secondaire Glen Este High School à Cincinnati, Matt Marksberry subit une opération Tommy John au coude gauche en 2009, l'été précédant son entrée à l'université Campbell, où il s'aligne avec l'équipe de baseball des Fighting Camels. Marksberry est repêché par les Braves d'Atlanta au 15e tour de sélection en 2013.
Il débute comme lanceur partant dans les ligues mineures en 2013 avant d'être converti en releveur à son arrivée en 2014 avec les Mudcats de la Caroline, le club-école de niveau Triple-A des Braves. Le 12 mai 2015, il est à bord de l'autocar des Mudcats qui se renverse sur une autoroute de Caroline du Nord mais sort indemne de l'accident.
Marksberry fait ses débuts dans le baseball majeur comme lanceur de relève pour Atlanta le 31 juillet 2015 face aux Phillies de Philadelphie.